# Dacomitinib
Dacomitinib (tên thương mại Vizimpro) là một ứng cử viên thuốc đang được Pfizer phát triển để điều trị ung thư biểu mô phổi không phải tế bào nhỏ (NSCLC). Nó là một chất ức chế chọn lọc và không thể đảo ngược của EGFR.
Dacomitinib đã tiến tới một số thử nghiệm lâm sàng giai đoạn III. Kết quả tháng 1 năm 2014 của các thử nghiệm đầu tiên thật đáng thất vọng, với việc không đạt được mục tiêu học tập. Các thử nghiệm bổ sung giai đoạn III đang diễn ra.
Năm 2017, kết quả của một thử nghiệm so sánh dacomitinib với gefitinib cho NSCLC (được thúc đẩy bởi EGFR đột biến) đã được công bố.
Dacomitinib đã được chấp thuận tại Hoa Kỳ vào năm 2018 , tại Nhật Bản vào năm 2019 và tại Liên minh Châu Âu (EU) được Cơ quan Dược phẩm Châu Âu (EMA) ủy quyền vào năm 2019  để điều trị ung thư phổi không phải tế bào nhỏ với Đột biến gen EGFR.